# 537 Pauly
537 Pauly è un asteroide della fascia principale del diametro medio di circa 39,11 km. Scoperto nel 1904, presenta un'orbita caratterizzata da un semiasse maggiore pari a 3,0695270 UA e da un'eccentricità di 0,2307380, inclinata di 9,88872° rispetto all'eclittica.
Il nome è in onore di Max Pauly, imprenditore tedesco e ottico. Ernst Abbe lo pose a capo della Divisione Astronomia della Zeiss, che aveva il compito di progettare e costruire le lenti per i telescopi.